# Hrastnik, Vojnik
Hrastnik este o localitate din comuna Vojnik, Slovenia, cu o populație de 15 locuitori.